# طاهر صادق خان
طاهر صادق خان (بالأردوية: طاہر صادق؛ بالإنجليزية: Tahir Sadiq) هو سياسي باكستاني، ولد في 8 ديسمبر 1950. نشط حزبياً في حركة الإنصاف الباكستانية. وقد انتخب رائد وانتخب عضو الدورة ال 15 في الجمعية الوطنية في باكستان ‏ عن دائرة NA-49 Attock-I ‏ وقد انضم خلال فترته النيابية ‏ (13 أغسطس 2018 – ) للكتلة البرلمانية حركة الإنصاف الباكستانية.